# Джами ат-таварих
«Джами ат-таварих» (перс. جامع‌التواریخ‎; в русской традиции — «Сборник летописей») — историческое сочинение на персидском языке, составленное в начале XIV века визирем государства Хулагуидов Рашид ад-Дином по приказанию ильхана Газана.
Газан-хан, бывший полиглотом и знатоком истории, особое внимание уделял истории собственного народа. В 1300/1301 он приказал Рашид ад-Дину собрать воедино все сведения, касающиеся истории монголов. Основная часть работы, получившая название «Та’рих-и Газани» (рус. «Газанова летопись») была поднесена Олджейту-хану в 1307 году. Полностью труд был закончен к 1310/1311.

## Авторство и источники
Над Джами' ат-таварих под руководством самого Рашид ад-Дина работало несколько человек. В первую очередь это два секретаря визиря — историк Абдаллах Кашани (написавший и самостоятельный труд «История Олджейту-хана»), и, вероятно, Ахмед Бухари. Они, по-видимому, и были составителями чернового текста, по крайней мере, III раздела I части Та’рих-и Газани, то есть истории государства ильханов. В работе принимал участие и чэнсян Болад, приехавший в Персию из Китая в 1286 году, знаток монгольской истории и обычаев. Как сообщает поэт Шемс-ад-дин Кашани, Рашид ад-Дин и Болад изо дня в день занимались вместе, как учитель и ученик: «счастливый эмир рассказывал, учёный везир записывал с его слов». Много исторических сведений было получено от Газан-хана и от других монголов.
Кроме того, для составления глав, связанных с историей Китая, у Рашид ад-дина было двое китайских учёных; для истории Индии — буддийский монах Камалашри из Кашмира. Есть указания на то, что в работе принимал участие и французский католический монах.
Помимо изустной информации, полученной от знатоков истории, в работе над Джами' ат-таварих использовались следующие источники: Диван-и лугат ат-тюрк («Собрание тюркских наречий») Махмуда Кашгари, тюркского энциклопедиста XI века; Тарих-и-джехангуша («История мирозавоевателя») Джувейни, персидского историка, находившегося на службе ильханов; часть Алтан дэбтэр («Золотой книги»), написанной на монгольском языке официальной истории Чингис-хана, его предков и преемников, сохранившейся в архивах ильханов.
Существуют скептические точки зрения на роль Рашид ад-Дина в составлении Джами' ат-таварих. Они основаны на том факте, что после казни Рашид ад-Дина один из его секретарей — историк Абдаллах Кашани — заявил претензии на авторство Та’рих-и Газани. Однако, как указал В. В. Бартольд, стиль изложения Кашани, известный по его сочинению «История Олджейту-хана», не сходен со стилем Рашид ад-Дина. Это относится к тем случаям, когда они, не пользуясь персидскими письменными источниками, повествуют о современных им событиях. Рашид, и излагая монгольские предания и приводя лично ему известные факты, пишет самым простым языком без «украшений в духе требований персидского красноречия».

## Композиция

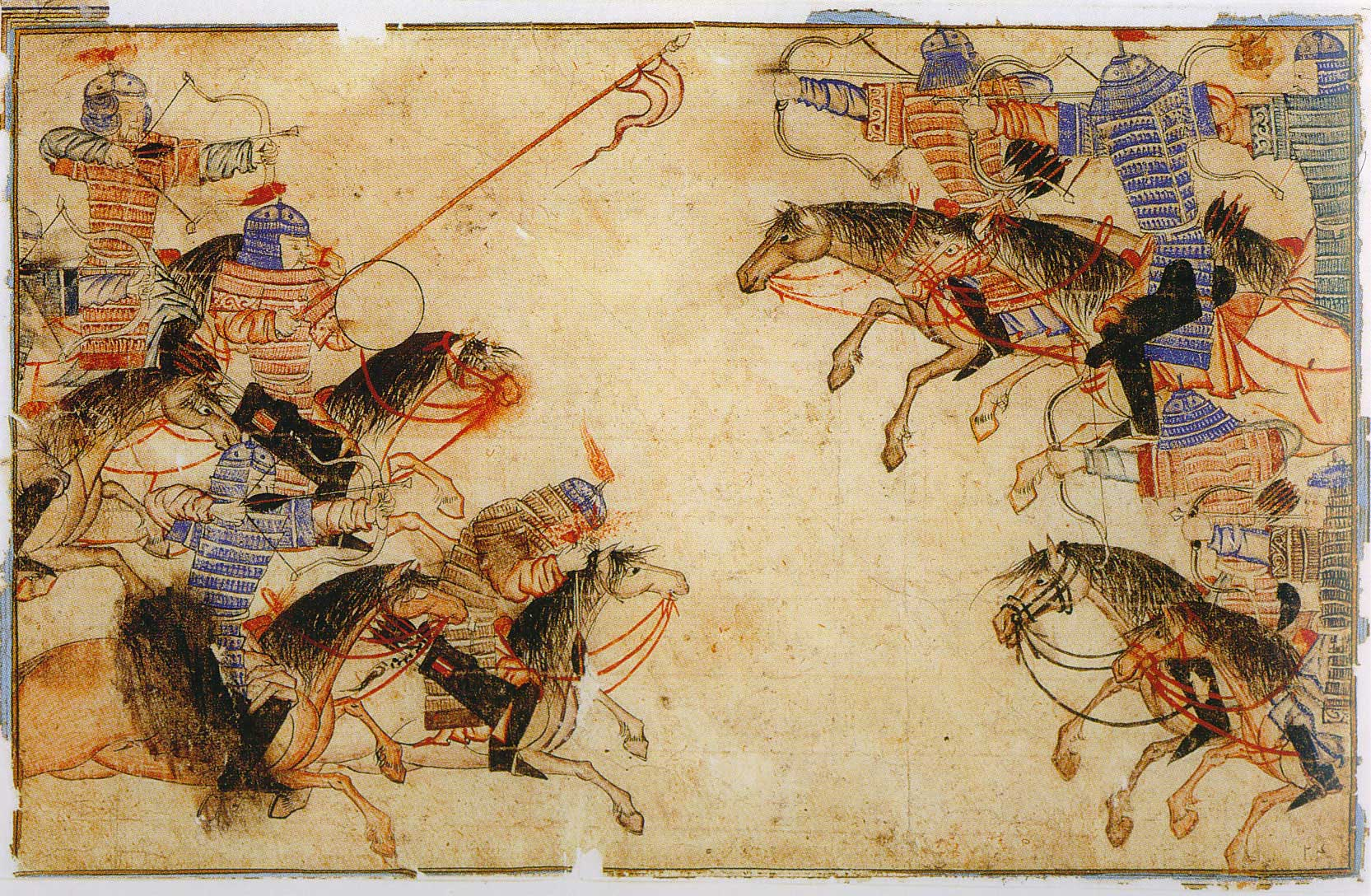
Монгольские всадники. Миниатюра рукописи Джами' ат-таварих. Тебриз, первая четв. XIV в.

В основу Джами' ат-таварих был положен план из двух основных частей. В первую включена история монголов и основанных ими государств, включая Иран Хулагуидов. Вторая часть включала всемирную историю: всеобщую историю до ислама (написанную в исламской исторической традиции); историю халифата и последующих мусульманских государств до монгольского нашествия — Газневидов, Сельджукидов, хорезмшахов, Гуридов, исмаилитов Аламута; историю немусульманских народов и государств — Китая, древних евреев, «франков», римских пап, «римских» (германских) императоров и Индии — согласно их историческим традициям.

Несмотря на то, что летописи некоторых народов, кои суть неверные и идолопоклонники, не согласуются с рассудком [вследствие] пустых вымыслов и вводящих в заблуждение рассказов, [но] они [в этом труде] приведены по той причине, чтобы у людей проницательных [это] было бы поводом для доверия [к полноте истории], а последователи ислама и правоверия по прочтении таких [рассказов] были бы осведомлены о порочных верованиях, уклоняющихся от истины, и, уклоняясь от сущности сего, пребывали бы в исполнении обязанностей похвалы Аллаху за милость руководительства на пути истинной веры…— Джами' ат-таварих
Была задумана и третья часть, которая должна была содержать географическое описание «семи климатов» мира, а также всех торговых путей Монгольской империи. Она либо не была написана, либо погибла при разграблении тебризской библиотеки Рашид ад-Дина после его казни в 1318 году.

## Значение
Труд Джами' ат-таварих представлял последнее слово персидской историографии своего времени. По словам И. П. Петрушевского, он был «среди исторических трудов данного периода на персидском языке единственным в своем роде по замыслу и выполнению». Новизна труда заключалась в попытке написать действительно мировую историю. До этого никто из персидских историков даже не ставил себе такой задачи, вся история доисламского мира («от Адама до Мухаммеда») мыслилась лишь как предыстория ислама, история немусульманских народов игнорировалась вовсе. Сотрудники Рашид ад-Дина поняли, что история арабов и персов есть, по выражению Абдаллаха Кашани, только одна из рек, впадающих в море всемирной истории.
Джами' ат-таварих должен был включать историю всех известных в то время народов от «франков» на Западе до китайцев на Востоке. Признавалась необходимость изучать историю немусульманских народов в их традиции и по их источникам. Хотя по форме Джами' ат-таварих — это традиционное описание государств и династий, большим достоинством труда является наличие сведений этнического, культурного и бытового характера.
В то же время, труд не является историческим в современном понимании этого слова, так как «о задачах исторической критики… редактор „Сборника летописей“ не имел представления… Его целью было изложение преданий каждого народа в том виде, как их рассказывают представители этого народа».
При этом подобно большинству своих современников, автор «Джами ат-таварих», Рашид ад-Дин, называет тюрками все кочевые скотоводческие народы Азии — как тюркоязычные, так и монголоязычные. По мнению Петрушевского, у Рашид ад-Дина «тюрки» — термин не столько этнический, сколько социально-бытовой. Одна из глав его сочинения называется следующим образом: «Относительно тех тюркских племён, которых в настоящее время называют монголами, но в древние времена каждое из этих племён в отдельности носило особое прозвище и имя; каждое имело начальника и эмира; от каждого произошли ветви и племена, вроде народов: джалаиры, ойраты, татары и другие».

## Рукописи
120-страничный фрагмент одной из иллюстрированных рукописей Джами' ат-таварих на арабском языке был продан 8 июля 1980 года на аукционе Сотбис Королевским Азиатским Обществом (Royal Asiatic Society) неизвестному покупателю за 850 тысяч фунтов стерлингов. Это являлось наибольшей суммой, заплаченной когда-либо за арабский манускрипт.

## Русские переводы
«Сборник летописей» — принятый в отечественной исторической литературе перевод заглавия этого труда. Правильнее было бы перевести «Собрание историй», поскольку Джами' ат-таварих, как указывает И. П. Петрушевский, «представляет значительный шаг вперед по сравнению с установившимся до него традиционным типом летописных сочинений».
В 1858—1888 годах востоковедом И. Н. Березиным осуществлён частичный перевод на русский язык Джами' ат-таварих.
- Рашид-Эддин. Сборник Летописей. История Монголов. Сочинение Рашид-Эддина. Введение: О турецких и монгольских племенах / Пер. с персидского, с введением и примечаниями И. П. Березина // Записки импер. Археол. общества. 1858. Т. 14;
- Персидский текст, русский перевод и примечания см.: Труды Восточного отделения Российского Археологического Общества. 1858. Т. V; 1861. Т. VII; 1868. Т. VIII; 1888. Т. XV.

Первое полное издание в четырёх томах было предпринято Институтом востоковедения Академии Наук СССР в 1936 году. К началу Великой Отечественной войны закончено составление сводного критического персидского текста. Перевод III тома был осуществлён А. К. Арендсом ещё в 1939, но издан лишь в 1946 году. I том в переводе Л. А. Хетагурова и О. И. Смирновой и II том в переводе Ю. П. Верховского увидели свет соответственно в 1952 и 1960 годах.
Н. Н. Селезнев опубликовал арабский текст и русский перевод известного буддийского произведения «Дэватасутра», текст которого был включен в «Историю Индии», составляющую часть «Джами' ат-таварих».